# Марцаленго (Кремона)
Марцаленго је насеље у Италији у округу Кремона, региону Ломбардија.
Према процени из 2011. у насељу је живело 326 становника. Насеље се налази на надморској висини од 54 м.